# Lucteri

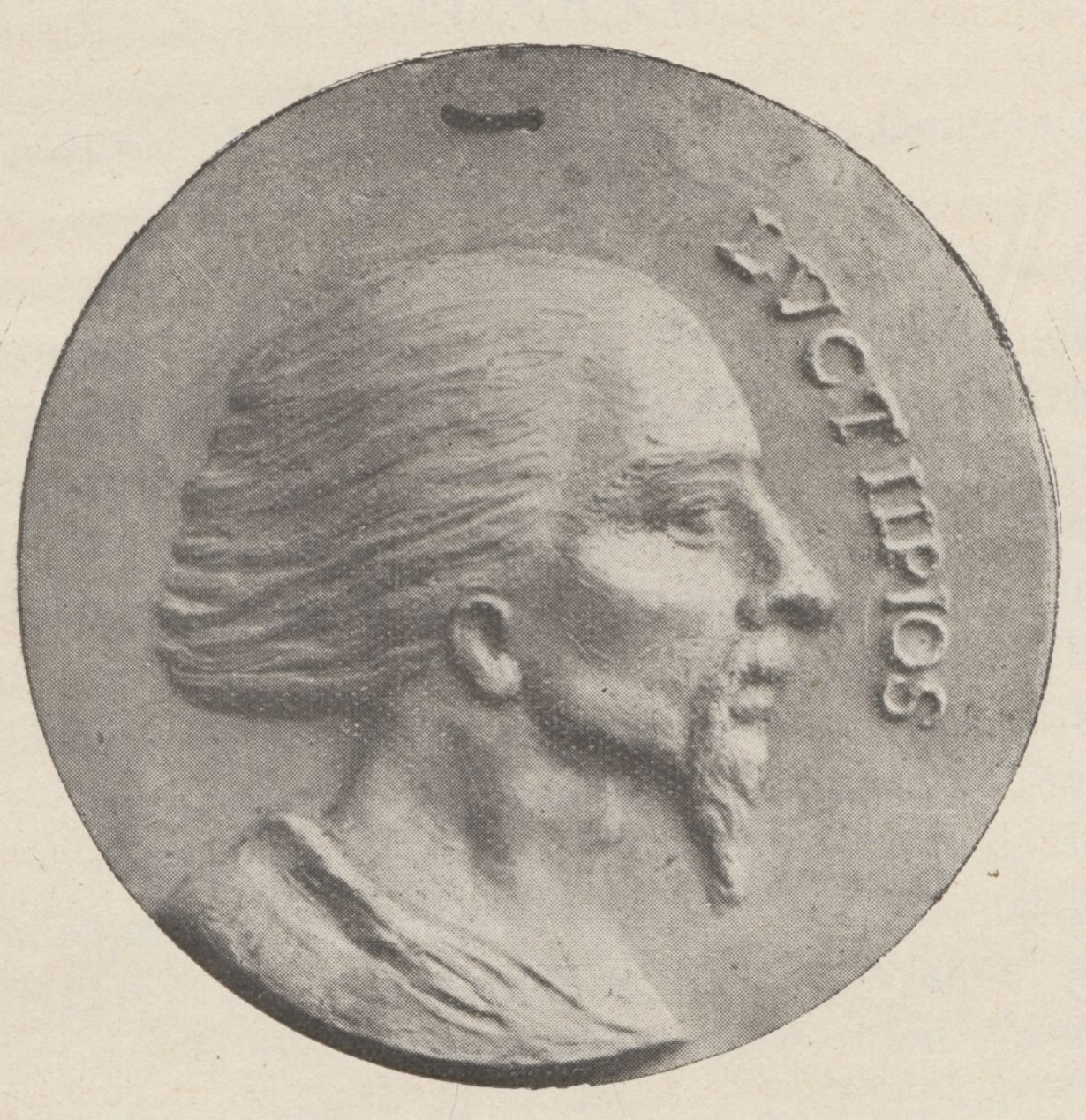

Lucteri (en llatí Lucterius) va ser un cap dels gals cadurcs. Juli Cèsar el descriu con un dels més atrevits caps gals.
Vercingetorix el va enviar l'any 52 aC al país dels rutens (ruteni). Lucteri va tenir força èxit i va reunir un gran exèrcit i estava a punt d'envair la Narbonense en direcció a Narbona quan l'arribada del mateix Cèsar el va obligar a retirar-se.
L'any 51 aC aliat a Drappes, el cap dels sènons, va intentar de nou envair la Narbonense, però va ser derrotat pel legat Gai Canini Rèbil prop d'Uxellodunum.